# Tilahun Regassa
Tilahun Regassa (Dukem, 18 januari 1990) is een Ethiopische langeafstandsloper, gespecialiseerd in de wegatletiek. Zijn grootste overwinningen zijn de halve marathon van Abu Dhabi en de marathon van Rotterdam.

## Loopbaan
Regassa had een moeilijke jeugd. Zijn ouders scheidden van elkaar en vanaf zijn derde groeide hij op bij zijn vader. Zijn vader stierf toen hij vijftien jaar oud was. Hij werkte in een steenfabriek en was afhankelijk van eten dat hij op straat kreeg. Toen hij zestien was viel hij op bij atletiektrainers en nam hij deel aan wedstrijden in zijn eigen land. Toen hij achttien was liep hij in Europa als professioneel hardloper.
Al in zijn eerste halve marathon-wedstrijd in september 2008 tijdens de halve marathon van Lille liep Regassa een wereldklassetijd van 59.36. Twee maanden later werd hij vierde tijdens de halve marathon van New Delhi.
In 2009 won hij onder meer de Bolder Boulder en de Falmouth Road Race. Op het wereldkampioenschap halve marathon in Birmingham eindigde hij op de elfde plaats en won in de teamcompetitie een bronzen medaille. Hij won de Great Ethiopian Run van 10 km in een nieuw parcoursrecord van 28.36. Tijdens de Bay to Breakers werd hij tweede.
Het seizoen 2010 begon voor Regassa met een overwinning in de Zayed Internationale Halve Marathon in Abu Dhabi, die hem een prijzengeld van $ 300.000 opleverde. Zijn winnende tijd van 59.19 was een persoonlijk record en een parcoursrecord.
In 2012 won hij zilver tijdens de Chicago Marathon. Met een tijd van 2:05.27 in een van zijn eerste marathons liep hij zich flink in de kijker. Op dat moment was dit het zevende snelste marathondebuut.
In 2013 was Regassa voor het eerst in Nederland te bewonderen, waar hij de marathon van Rotterdam won in een uitstekende tijd (zeker gezien de warme weersomstandigheden) van 2:05.38.
In 2014 won hij de marathon van Eindhoven.
In 2015 won hij zilver in de marathon van Xiamen. Hij finishte in 2:06.54, hetgeen alleen werd onderboden door de Keniaan Moses Mosop.
Hij wordt gesponsord door Nike.

## Titels
- Oost-Afrikaans kampioen veldlopen - 2008

## Persoonlijke records
Baan
| Onderdeel | Prestatie | Datum        | Plaats  |
| --------- | --------- | ------------ | ------- |
| 5000 m    | 13.12,40  | 13 juli 2008 | Tanger  |
| 10.000 m  | 27.18,90  | 27 mei 2012  | Hengelo |

Weg
| Onderdeel      | Prestatie | Datum            | Plaats    |
| -------------- | --------- | ---------------- | --------- |
| 10 km          | 27.32     | 9 november 2008  | New Delhi |
| 15 km          | 42.41     | 27 november 2011 | New Delhi |
| 20 km          | 57.42     | 27 november 2011 | New Delhi |
| halve marathon | 59.19     | 7 januari 2010   | Abu Dhabi |
| 25 km          | 1:12.50   | 22 januari 2016  | Dubai     |
| 30 km          | 1:27.53   | 22 januari 2016  | Dubai     |
| marathon       | 2:05.27   | 7 oktober 2012   | Chicago   |

## Palmares

### 5000 m
- 2008:  Tangiers International Meeting - 13.12,40
- 2008:  Meeting Lille Metropole in Villeneuve d'Ascq - 13.24,51
- 2009:  Pennsylvania Distance Festival in West Chester - 13.44,12

### 10.000 m
- 2009:  Meeting Lille Metropole in Villeneuve d'Ascq - 27.38,13
- 2010:  Ethiopische kamp. in Addis Ababa - 29.12,6

### 10 km
- 2006: 4e Great Ethiopian Run - 28.35
- 2008:  Tulle - 28.38
- 2009:  Abraham Rosa International in Toa Baja - 28.45
- 2009:  Dick's Sporting Goods Bolder Boulder - 28.17
- 2009:  River Bridge Run in Charleston - 28.24
- 2009:  Ukrop's Monument Avenue in Richmond - 28.21
- 2009:  Great Ethiopian Run - 28.36
- 2010:  River Bridge Run in Charleston - 27.52
- 2010:  Dick's Sporting Goods Bolder Boulder - 29.17,0
- 2010:  Crescent City Classic in New Orleans - 28.05
- 2011:  Corrida de São Silvestre in Luanda - 27.50

### 15 km
- 2012:  Utica Boilermaker - 43.01

### 10 Eng. mijl
- 2010:  Credit Union Cherry Blossom - 45.50

### 20 km
- 2008:  Maroilles - 59.18

### halve marathon
- 2008:  halve marathon van Lille - 59.36
- 2008: 4e halve marathon van New Delhi - 1:00.28
- 2009: 11e WK in Birmingham - 1:02.08
- 2009: 4e halve marathon van New Delhi - 1:00.37
- 2010:  halve marathon van Abu Dhabi - 59.19
- 2012:  halve marathon van Houston - 1:01.28
- 2014: 5e halve marathon van San Diego - 1:01.11

### marathon
- 2012:  marathon van Chicago - 2:05.27
- 2013:  marathon van Rotterdam - 2:05.38,0
- 2014:  marathon van Eindhoven - 2:06.21
- 2015: 5e marathon van Londen - 2:07.16
- 2015:  marathon van Xiamen - 2:06.54
- 2016: 8e marathon van Dubai - 2:08.11
- 2016: 6e marathon van Londen - 2:09.47
- 2017: 30e marathon van Londen - 2:18.53

### veldlopen
- 2008:  Oost-Afrikaanse kamp. in Moshi - 36.32,6